# باورزهیل (ویرجینیا)
باورزهیل (به انگلیسی: Bower's Hill) یک منطقهٔ مسکونی در ایالات متحده آمریکا است که در ویرجینیا واقع شده‌است.